# Jean Latscha
Pour les articles homonymes, voir Latscha.
Jean Latscha, né le 21 février 1906 à Jungholtz et mort le 28 septembre 1956 à Mulhouse, est un avocat, haut fonctionnaire et résistant français. Il est préfet des Pyrénées-Orientales à la Libération.

## Biographie
Jean Latscha naît dans une famille d'industriels catholiques d'Alsace-Lorraine dans l'actuel Haut-Rhin. Son père meurt alors que Jean n'a que six ans.
Jean Latscha suit des études de droit à Strasbourg. Il se marie jeune avec Hélène Schmidt. Leur premier enfant, Jacques Latscha (futur membre du Conseil constitutionnel et président de l'Institut International des Droits de l'Homme) naît en 1927. Les suivants en 1929, 1931 et 1935, tous à Mulhouse où Jean Latscha s'installe comme avocat.
Au début de la Seconde Guerre mondiale, Jean Latscha se réfugie dans le Lot où il intègre l'administration préfectorale et grimpe les échelons hiérarchiques jusqu'à devenir, en 1941, chef de cabinet du préfet de ce département. Il est étiqueté comme un ardent républicain.
Le 8 février 1942, Jean Latscha est nommé secrétaire général de la préfecture des Pyrénées-Orientales, à Perpignan. En août 1942, le Centre national de rassemblement des Israélites de Rivesaltes est ouvert. Il s'agit d'un camp destiné à regrouper des juifs arrêtés dans le Sud de la France afin de choisir ceux qui partiront pour les camps d'extermination comme Auschwitz. Jean Latscha est chargé de désigner ceux qui partiront. Gaulliste en 1943, il rejoint la Résistance, dans un réseau spécialisé dans le renseignement et l'évasion de France. À l'été 1943, il est nommé dans la Drôme. Il s'ensuit une période peu connue où, selon les sources, il demande une disponibilité, démissionne ou prend le maquis. 
La libération de Perpignan a lieu le 19 août 1944. Dès le lendemain, le préfet Paul Balley est destitué par le Comité départemental de libération (CDL) qui nomme Jean Lastcha à sa place. Sa première décision est d'interdire les journaux qui avaient collaboré et de créer un autre journal rédigé par le CDL. Dès le lendemain, la nomination de Lastcha est contestée par la frange communiste de la Résistance. Dans les Pyrénées-Orientales, l'année 1945 est marquée par les luttes de pouvoirs entre les différentes mouvances issues de la Résistance. 
En 1946, Jean Latscha quitte le département pour la Corrèze, où il est nommé préfet, puis pour le ministère des Transports et ensuite l'Ain où il reste jusqu'à sa démission en juillet 1947.